# Bindax oscitans
Bindax oscitans là một loài nhện trong họ Salticidae.
Loài này thuộc chi Bindax. Bindax oscitans được Mary Agard Pocock miêu tả năm 1898.